# Paratanytarsus viridellus
Paratanytarsus viridellus är en tvåvingeart som först beskrevs av Jean-Jacques Kieffer 1924.  Paratanytarsus viridellus ingår i släktet Paratanytarsus och familjen fjädermyggor.
Artens utbredningsområde är Tyskland. Inga underarter finns listade i Catalogue of Life.